# Commelina saxosa
Commelina saxosa är en himmelsblomsväxtart som beskrevs av De Wild. Commelina saxosa ingår i släktet himmelsblommor, och familjen himmelsblomsväxter.
Artens utbredningsområde är Kongo-Kinshasa. Inga underarter finns listade.